# Happy feet 2
Happy feet 2 (títol original en anglès, Happy Feet 2 o Happy Feet Two) és una pel·lícula d'animació per ordinador, estrenada el novembre de l'any 2011 dirigida per George Miller i seqüela de Happy feet: Trencant el gel. Rodada als Animal Logic Films a Santa Monica, California, i als Dr. D. Studios en Sydney, Austràlia, es va estrenar també en formats RealD 3D i IMAX 3D. Es va estrenar amb un curtmetratge dels Looney Tunes anomenat "I tawt I taw a puddy tat" (M'ha semblat veure un mixet) amb el pardal Piuet (Tweety) i el Silvestre (Sylvester). Ha estat doblada i subtitulada en català.

## Argument
L'obra és la seqüela de la pel·lícula d'animació guanyadora de l'Oscar, que fa tornar a l'Antàrtida i reprèn les aventures del pingüí Mumble, el pingüí ballarí i aquest cop en 3D.
Erik, el fill dels pingüins Mumble i Glòria, es resisteix a ballar com la majoria dels pingüins i se'n va de la seva terra amb uns amics, seguint el Ramon, que torna a la Terra de l'Adèlia. Quan hi arriben, el Ramon s'assabenta que allà governa una mena de "déu pingüí", el Gran Sven, un pingüí que vola. Mentrestant, Will, un krill existencialista i aventurer també abandona el seu eixam. En Mumble va a buscar el seu fill i quan tornen a la seva terra amb els menuts, descobreixen que un iceberg immens ha empresonat els pingüins emperador, i els intentaran rescatar amb l'ajut de l'Sven, dels pingüins d'Adèlia i dels elefants marins.